# Ильинско-Подомское
Ильи́нско-По́домское — село в Архангельской области России. Административный центр Вилегодского района и Ильинского сельского поселения.

## География
Располагается на реке Виледи. Через село проходит федеральная автодорога А123.

## История
Первое упоминание о селе датируется 1379 годом в Вычегодско-Вымской летописи о проповеднике Стефане Пермском:

Лета 6887 иеромонах Стефан по прозванию Храп благословением епискупа Герасима иде в землю Пермскую на Вычегду на проповедь слова божия среди нечестивые племени пермян. Того лета начал Стефан у пермян на Пыросе и на Виляде и крести их святей вере

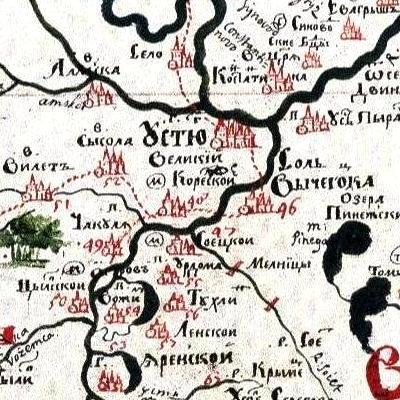
"Вилетъ" на карте 1701 года

Название является сочетанием двух населенных пунктов, села Ильинск и близлежащей деревни Подомо. Название Ильинско-Подомское село получило в XIX веке. Село Ильинск названо в честь Ильинского храма, который назван в честь Ильи Пророка. Строения, связанные с приходом Ильинским, находились на правом берегу речки Горожанки. Земская сторона находилась на левом берегу Горожанки и прилегала к деревне Подомо. Здесь находились больница, почтовое здание, магазея (зернохранилище), здания волостного управления, сельского общества.

## Население
| 1959 | 1970  | 1979  | 1989  | 2002  | 2009  | 2010  | 2012  |
| ---- | ----- | ----- | ----- | ----- | ----- | ----- | ----- |
| 1580 | ↗1987 | ↗2971 | ↗3365 | ↘2973 | ↗3154 | ↗3682 | ↘3254 |

## Достопримечательности
- Храм св. Ильи-Пророка, 1789 год
- Ильинско-Подомское городище, XV век
- Обелиск погибшим воинам—вилежанам на Великой Отечественной войне (1941—1945)
- Кедровый парк «Чома» с мемориалом, посвящённый воинам погибшим в Великой Отечественной войне (противотанковая пушка «ЗИС-2». Эта пушка принимала участие в боях и в 1941 году пробивала насквозь броню фашистских танков)